# Guerstling
Guerstling (Duits: Gerstlingen) is een gemeente in het Franse departement Moselle (regio Grand Est) en telt 362 inwoners (2005). De plaats maakt deel uit van het arrondissement Forbach-Boulay-Moselle.

## Geografie
De oppervlakte van Guerstling bedraagt 4,4 km², de bevolkingsdichtheid is 82,3 inwoners per km².
De onderstaande kaart toont de ligging van Guerstling met de belangrijkste infrastructuur en aangrenzende gemeenten.

## Demografie
Onderstaande figuur toont het verloop van het inwonertal (bron: INSEE-tellingen).